# Cassida circumdata
Cassida circumdata är en skalbaggsart som beskrevs av Herbst 1790. Cassida circumdata ingår i släktet Cassida och familjen bladbaggar. Inga underarter finns listade i Catalogue of Life.